# Monedes commemoratives de 2 euros emeses el 2004
El 2004 va ser el primer any en què es van emetre monedes commemoratives de 2 euros per part dels estats de la zona euro. Aquell any foren 6 els estats que van emetre monedes commemoratives de 2 euros, el primer dels quals va ser Grècia.
| Imatge | Estat             | Disseny                                                               | Volum                   | Data                    |
| --- | ----------------- | --------------------------------------------------------------------- | ----------------------- | ----------------------- |
| | Grècia            | Jocs Olímpics d'Atenes del 2004                                       | 35 milions de monedes   | 14 de maig del 2004     |
| Descripció: El Discòbol (una escultura clàssica de Miró) es mostra al centre de la moneda. A la destra es troba el logotip dels Jocs d'Atenes en anglès ("ATHENS 2004") i els cinc anells olímpics, mentre que a la sinistra es troba el valor de la moneda en grec (2 ΕΥΡΩ). Les dotze estrelles de la Unió Europa envolten el disseny. L'any d'emissió es troba dividit per l'estrella central de la part inferior (20*04), i la marca de la seca es troba a la part superior, vora el cap de l'estàtua. |                   |                                                                       |                         |                         |
| |                   |                                                                       |                         |                         |
| | Finlàndia         | Cinquena ampliació de la Unió Europea el 2004                         | 1 milió de monedes      | 1 de juny del 2004      |
| Descripció: El disseny de la moneda simula una columna estilitzada de la qual brollen deu plançons. En aquesta representació metafòrica, els deu plançons simbolitzen el creixement de la Unió Europea amb l'adhesió dels deu nous estats membres, mentre que la columna en són els fonaments. A la secció inferior de la moneda, sota la part de dalt de la columna es troba l'anagrama "EU" i, a la sinistra, s'hi uneix la lletra grega ro, i per tant, s'ha de llegir la paraula "euro". Les dotze estrelles de la Unió Europea adornen la corona exterior, amb l'any d'emissió a la part superior. |                   |                                                                       |                         |                         |
| |                   |                                                                       |                         |                         |
| | Luxemburg         | Efígie i monograma d'Enric, gran duc de Luxemburg                     | 2,49 milions de monedes | 23 de juny del 2004     |
| Descripció: A la destra del centre de la moneda es mostra l'efígie del gran duc Enric, que mira a la sinistra. A la destra es representa el seu monograma (la lletra "H" d'Henri amb una corona al damunt). Les dotze estrelles de la Unió Europea es troben a la sinistra de la part interior de la moneda, envoltant el monograma de forma semicircular. L'any d'emissió, la marca de la seca i les inicials del gravador són escrites en forma circular sobre la part superior de la corona exterior juntament amb la paraula LËTZEBUERG ("Luxemburg" en luxemburguès), mentre que les paraules "HENRI - Grand-Duc de Luxembourg" apareixen a la secció inferior de la corona. |                   |                                                                       |                         |                         |
| |                   |                                                                       |                         |                         |
| | Itàlia            | Cinquena dècada del Programa Mundial d'Aliments de les Nacions Unides | 16 milions de monedes   | 15 de desembre del 2004 |
| Descripció: Al centre de la moneda hi ha el globus terraqüi amb la inscripció "WORLD FOOD PROGRAMME" en anglès, inclinat cap a la dreta. Tres espigues de cereal emergeixen per darrere del globus i creuen la corona exterior; són el blat de moro, l'arròs i el blat, i representen les fonts bàsiques d'alimentació del món. Les lletres "R" i "I", sobreposades, es troben a la sinistra del món i representen la "República Italiana", i sota d'aquestes lletres hi ha les inicials d'Uliana Pernazza, la gravadora (una combinació de les lletres "U" i "P"). La marca de la seca ("R") es troba a la destra superior del globus terraqüi, i a sota hi ha l'any d'emissió. Les dotze estrelles de la Unió Europea envolten el disseny sobre la corona exterior, dividides en tres grups de quatre estrelles cadascun, separades per les tres espigues. |                   |                                                                       |                         |                         |
| |                   |                                                                       |                         |                         |
| | San Marino        | Bartolomeo Borghesi                                                   | 110.000 monedes         | 15 de desembre del 2004 |
| Descripció: La part central de la moneda és un bust del famós historiador i numismàtic Bartolomeo Borghesi. Està envoltat per diverses inscripcions al centre de la moneda: "SAN MARINO" a la sinistra del bust i "BARTOLOMEO BORGHESI", la marca de la seca ("R") i les inicials de l'encunyador ("E.L.F") a la destra. Sobre la corona exterior la moneda mostra les dotze estrelles de la Unió Europa i, al centre inferior, l'any d'emissió. |                   |                                                                       |                         |                         |
| |                   |                                                                       |                         |                         |
| | Ciutat del Vaticà | 75è. aniversari de la fundació de l'estat de la Ciutat del Vaticà     | 85.000 monedes          | 15 de desembre del 2004 |
| Descripció: La part central mostra una representació esquemàtica dels murs perimetrals de la Ciutat del Vaticà amb la Basílica de Sant Pere en primer terme i les inscripcions 75o ANNO DELLO STATO a la destra i 1929-2004 i la marca de la seca ("R") a la sinistra. A més d'aquestes, el nóm del dissenyador ("VEROI") i les inicials de l'encunyador ("L.D.S. INC") estan escrites a la part inferior dreta. La corona exterior està adornada amb les dotze estrelles de la Unió Europea, amb la inscripció CITTÀ DEL VATICANO a la part de sota. |                   |                                                                       |                         |                         |

## Nota
1. ↑  En heràldica les direccions es descriuen en referència al portador de l'escut d'armes i no pas en referència a l'observador. Per això, a les descripcions d'aquestes monedes la destra es correspon amb l'esquerra de l'observador, mentre que la sinistra es correspon amb la dreta.
2. ↑  http://eur-lex.europa.eu/LexUriServ/LexUriServ.do?uri=OJ:C:2004:091:0005:0005:ES:PDF
3. ↑  http://eur-lex.europa.eu/LexUriServ/LexUriServ.do?uri=OJ:C:2004:243:0003:0003:FR:PDF
4. ↑  http://eur-lex.europa.eu/LexUriServ/LexUriServ.do?uri=OJ:C:2004:243:0006:0006:es:PDF
5. ↑  http://eur-lex.europa.eu/LexUriServ/LexUriServ.do?uri=OJ:C:2004:313:0003:0003:es:PDF
6. ↑  http://eur-lex.europa.eu/LexUriServ/LexUriServ.do?uri=OJ:C:2004:298:0002:0002:es:PDF
7. ↑  http://eur-lex.europa.eu/LexUriServ/LexUriServ.do?uri=OJ:C:2004:321:0003:0003:es:PDF